# Lucio Mesio Rústico
Lucio Mesio Rústico (en latín Marcus Messius Rusticus) fue un senador romano que desarrolló su cursus honorum entre el último cuarto del siglo I y el primer cuarto del siglo II, bajo los imperios de Domiciano, Nerva, Trajano y Adriano.

## Familia
Emparentado con los Mesios de la Colonia Romula Hispalis (Sevilla, España), como Marco Mesio Rústico Emilio Vero Elio Rómulo Prisciano Tito Próculo, Marco Cutio Prisco Mesio Rústico Emilio Papo Arrio Próculo Julio Celso, consul suffectus en 135, bajo Adriano, o Marco Mesio Rústico Emilio Afro Cutio Rómulo Prisciano Arrio Próculo. 

## Carrera
Su primer cargo conocido fue el de consul suffectus entre septiembre y diciembre de 114, bajo Trajano. Su carrera culminó como curator alvei Tiberis et cloacarum Urbis en Roma entre 120 y 124, bajo Adriano, encargándose de velar por el mantenimiento en buen estado de las riberas de río Tíber y de la red de saneamiento de la urbe.